# Kolegiata św. Jerzego w Qormi
Kolegiata Świętego Jerzego (malt. Knisja Kolleġġjata Arċipretali u Arcimatriċi ta' San Ġorġ, ang. The Collegiate Archmatrix Parish Church of Saint George) – rzymskokatolicka kolegiata i jeden z dwóch kościołów parafialnych w Qormi na Malcie.

Kościół położony jest w północno–zachodniej części miasta, przy zbiegu Triq il-Kbira i Triq San Ġorġ. 

## Historia
Parafia św. Jerzego jest jedną z 10 wiejskich parafii wymienionych w „Rollo” biskupa Senatore de Mello z 1436. Pierwszy kościół w formie niewielkiej prostej kaplicy, istniejący już przed 1436 został zburzony około 1456, a w tym samym miejscu zbudowano większy. W istniejącym współcześnie kościele znajduje się tablica, która na polecenie biskupa Bartolomé Rulla została w 1763 przeniesiona z zakrystii do kościoła, a na której łacińska inskrypcja brzmi:

MCCCCLVI. X. die mensis Septembris. Hoc maramma tempore mei Donni Gilii Lombardi ejusdem Ecclesiae Cappellani, procuratores vero super marammate praedicto fuerunt Matthaeus Cassar et Petrus Camilleri

 co w wolnym tłumaczeniu brzmi: 1456, 10 września. Kościół ten został zbudowany kiedy proboszczem był ks. Giglio Lombardo, opiekunami kościoła byli Matteo Cassar i Pietro Camilleri. Ferres podaje, że tablica ta istniała w starym kościele w miejscu, gdzie dziś jest kaplica Różańca Świętego.
W 1575 parafię odwiedził wizytator apostolski mons. Pietro Dusina.
Kościół został niemal kompletnie przebudowany w latach 1584–85. Jego projekt dość niepewnie przypisuje się Vittorio Cassarowi. Włączono wówczas w jego strukturę pobliską kaplicę Zwiastowania, budując na jej miejscu jeden z bocznych ołtarzy. Nie jest znana data zakończenia rozbudowy, lecz biorąc pod uwagę styl architektoniczny budowli był to prawdopodobnie koniec XVII wieku. Kopułę dobudowano w 1684 według projektu Lorenzo Gafà. Konsekracja kościoła przez biskupa Paula Alphérana de Bussan miała miejsce 6 maja 1731.

Kościół został podniesiony do rangi kolegiaty 30 czerwca 2019.

## Architektura

### Wygląd zewnętrzny
Kościół dzisiejszy zbudowany jest na planie krzyża. Fasada kościoła jest wysoka, dwupoziomowa, z nałożonymi doryckimi pilastrami. Na każdym poziomie dzielą ją one na pięć segmentów, z których centralny jest najszerszy, a skrajne najwęższe. Na dolnym poziomie główny portal z drzwiami zwieńczonymi łukiem i po bokach dwoma parami korynckich kolumn na cokołach, wspiera zdobny fryz z gierowanym gzymsem. Gzyms ten, rozciągnięty na całą szerokość fasady, rozdziela oba poziomy.

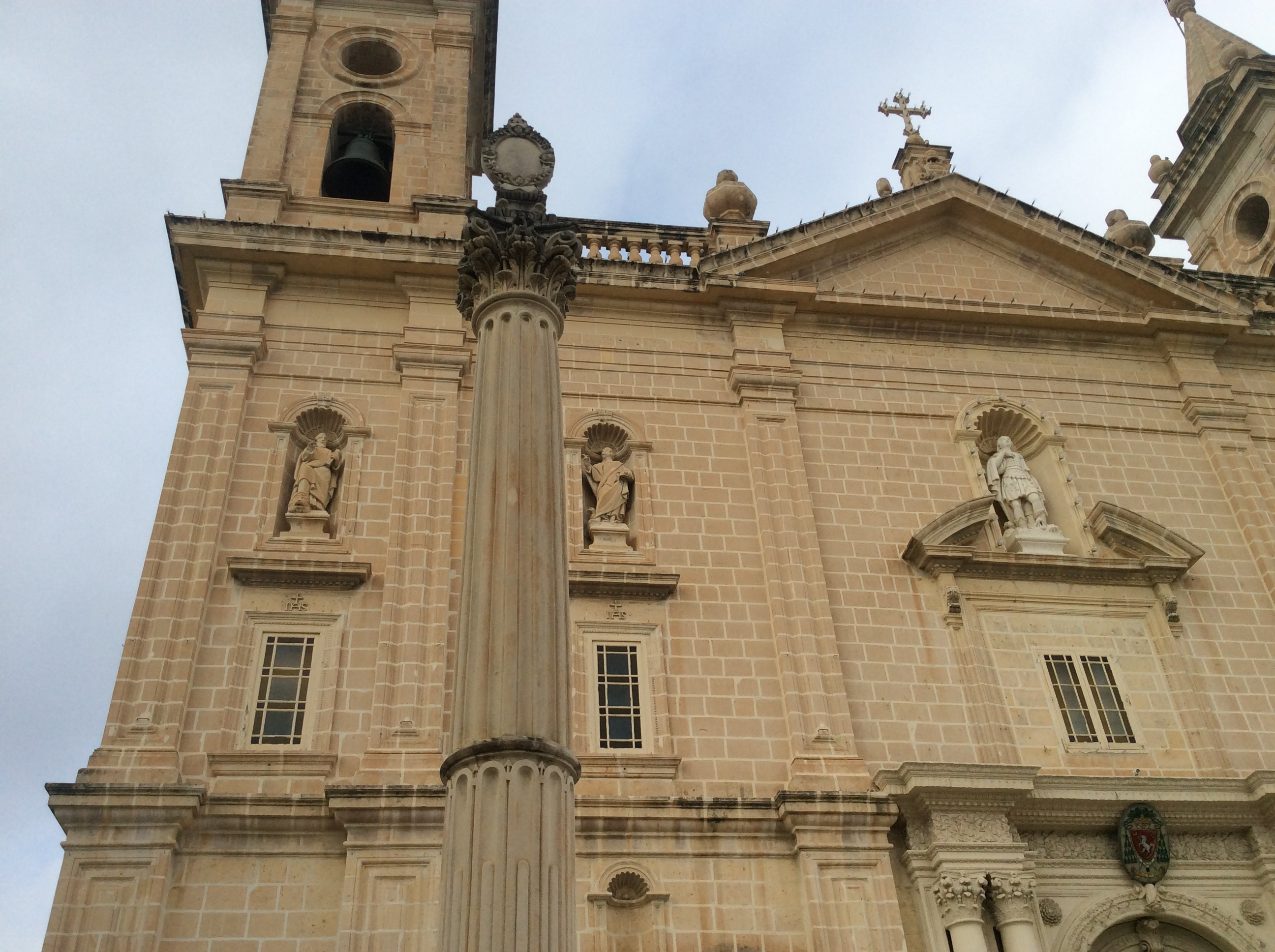
Wyższy poziom fasady kolegiaty

 W dwóch bocznych segmentach, węższych od centralnego, wejścia do naw bocznych są kopią głównego, lecz w mniejszej skali i z pojedynczymi kolumnami je flankującymi. Dwa skrajne segmenty dolnego poziomu fasady mają gładką ścianę. Środkowy segment wyższego poziomu zawiera w sobie złamany fronton podtrzymywany przez dwa wsporniki, poniżej znajduje się niewielkie okno. W złamaniu frontonu nisza z figurą patrona świątyni. Na pozostałych czterech segmentach znajdują się podobne elementy, z niewielkim gzymsem w miejsce frontonu pomiędzy oknem a niszą. Całość, nad częścią centralną, wieńczy stromy fronton z krzyżem na postumencie, po bokach balustrada nad kolejnymi segmentami fasady, zaś od zewnętrznych w górę wyrastają dwie kwadratowe w przekroju dzwonnice, każda zwieńczona balustradą i dachem wieżowym. Na dzwonnicach zamontowanych jest 6 dzwonów, największy z nich zakupiony został w 2003 w Litex Foundry of Russia. Zegar na północnej wieży, dzieło Michelangela Sapiano, zainstalowany został w 1878.

### Wnętrze

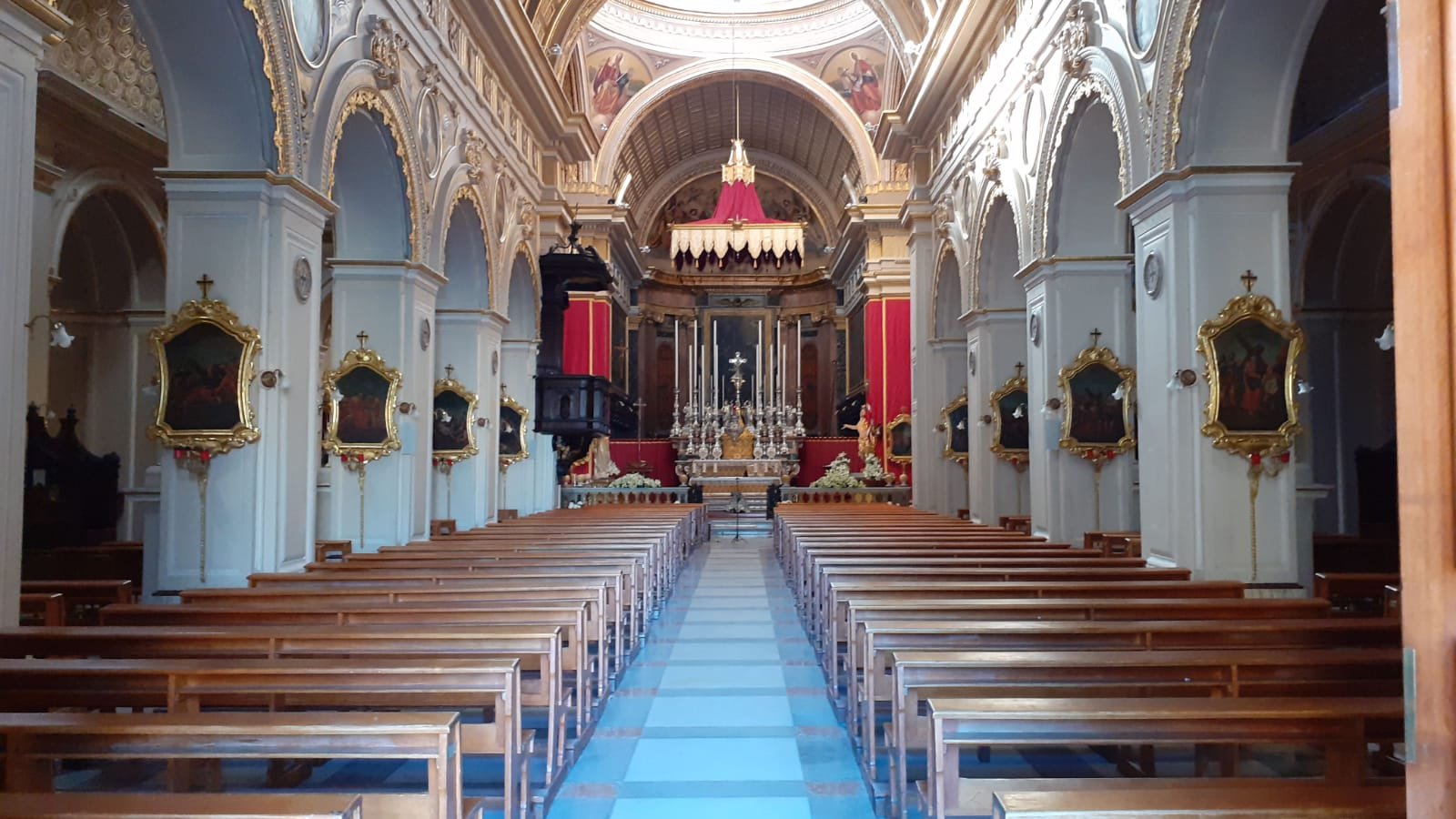
Wnętrze kościoła

Świątynia wewnątrz jest długa na 120 ft (ok. 36,5 m), zaś nawa jest szeroka na 26 ft
(ok. 7,9 m). Wnętrze zbudowane w stylu doryckim składa się z prezbiterium, dwóch dużych kaplic w przeciwnych końcach transeptu, oraz nawy głównej z nawami bocznymi. Na przecięciu nawy z transeptem znajduje się kopuła, zaprojektowana przez Lorenzo Gafà i zbudowana w 1684. Wnętrze kościoła ma sklepienie kolebkowe z kasetonami, wsparte na rzędach pilastrów doryckich oraz belkowaniu z tryglifami i metopami. W kościele jest 14 ołtarzy.

### Dzieła sztuki w kościele
Obraz tytularny kościoła, przedstawiający Ścięcie św. Jerzego pochodzi z XVII wieku i jest pędzla słynnego Mattia Pretiego. Tytularna statua Święty Jerzy z 1738 jest dziełem rzeźbiarza Pietru Felicego. Statua została odnowiona w 1895.  
Inni malarze, których dzieła znajdują się w kościele, to:
- Mattia Preti
  - Ojciec Przedwieczny (nieukończony)
- Pietru Pawlu Caruana – w prezbiterium, z 1843
  - Św. Jerzy przed cesarzem Dioklecjanem
  - Św. Jerzy wchodzący do świątyni Apolla
- Francesco Zahra
  - Oczyszczenie Maryi Panny w świątyni
  - Madonna dająca pasek św. Augustynowi i św. Monice
  - Święta Małgorzata z Kortony
- Giuseppe Briffa (1901–1987)
  - Święty Jerzy
  - Święty Paweł
  - Święta Agata przychodząca na pomoc Maltańczykom
- Giuseppe Calì (1846–1930)
  - Święty Józef
- Stefano Erardi
  - Matka Boża Łaskawa
  - Święty Mikołaj
- Anton Falzon
  - Święty Paweł
- Nieznany artysta ze szkoły bizantyńskiej
  - Matka Boża Bolesna

Są w świątyni także rzeźby Alfreda Camilleri Cauchiego, Ċensu Cremony i Charlesa Darmanina.

## Świątynia dzisiaj
W kościele odprawiane są msze święte w dni powszednie o 6:15, 7:30 oraz 16:30 (zima) / 18:00 (lato); w soboty o 16:30 (zima) / 17:00 (lato) i 18:00, oraz w niedziele i święta o 6:00, 7:30, 9:00, 10:30 oraz 17:00.

## Święto patronalne
Fiesta z okazji dorocznego święta patronalnego kościoła urządzana jest w tygodniu przed ostatnią niedzielą czerwca. Przez cały tydzień miasto cieszy się w świątecznym nastroju, jest całe udekorowane kolorowymi światłami, posągami i innymi dekoracjami ulicznymi. Kościół parafialny jest również w pełni udekorowany wspaniałymi światłami, adamaszkiem i dywanami. Każdego wieczoru w dni poprzedzające fiestę odbywają się marsze orkiestr dętych. Towarzyszą im tradycyjne fajerwerki, na ulicach rozmieszczone są stoiska z nugatem i lodami.

W niedzielę, kulminacyjny dzień obchodów, w kościele odprawiana jest uroczysta msza święta, po której wokół Qormi przechodzi procesja ze statuą tytularną, a po niej orkiestry dęte i mieszkańcy miasta.

Oprócz święta św. Jerzego są jeszcze cztery inne święta wtórne, każde związane z bractwem religijnym. Są to: Świętego Józefa, Matki Boskiej Pocieszenia (Tac-Cintura), Matki Boskiej Różańcowej i Świętego Michała. Ponadto istnieje piąte bractwo, Najświętszego Sakramentu, które celebruje fiestę w święto Bożego Ciała.

## Ochrona dziedzictwa kulturowego
26 sierpnia 2011 Malta Environment and Planning Authority nadała kościołowi św. Jerzego status zabytku 1. klasy, zaś od 27 sierpnia 2012 umieszczony jest on na liście National Inventory of the Cultural Property of the Maltese Islands pod nr. 00384.